# Città della Pieve
Città della Pieve és un municipi situat al territori de la província de Perusa, a la regió d'Umbria (Itàlia).
Città della Pieve limita amb els municipis d'Allerona, Castiglione del Lago, Cetona, Chiusi, Fabro, Monteleone d'Orvieto, Paciano, Piegaro i San Casciano dei Bagni.

## Fills il·lustres
- Andrea Basili (1705-1777) compositor, mestre de capella i musicòleg
- Pietro Casella (1769-1853) compositor i mestre de capella.
- Jaume l'Almoiner, beat

## Galeria

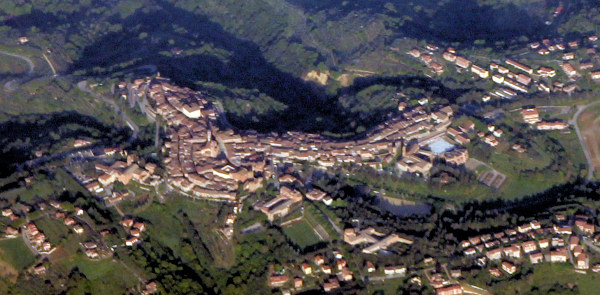
Vista aèria
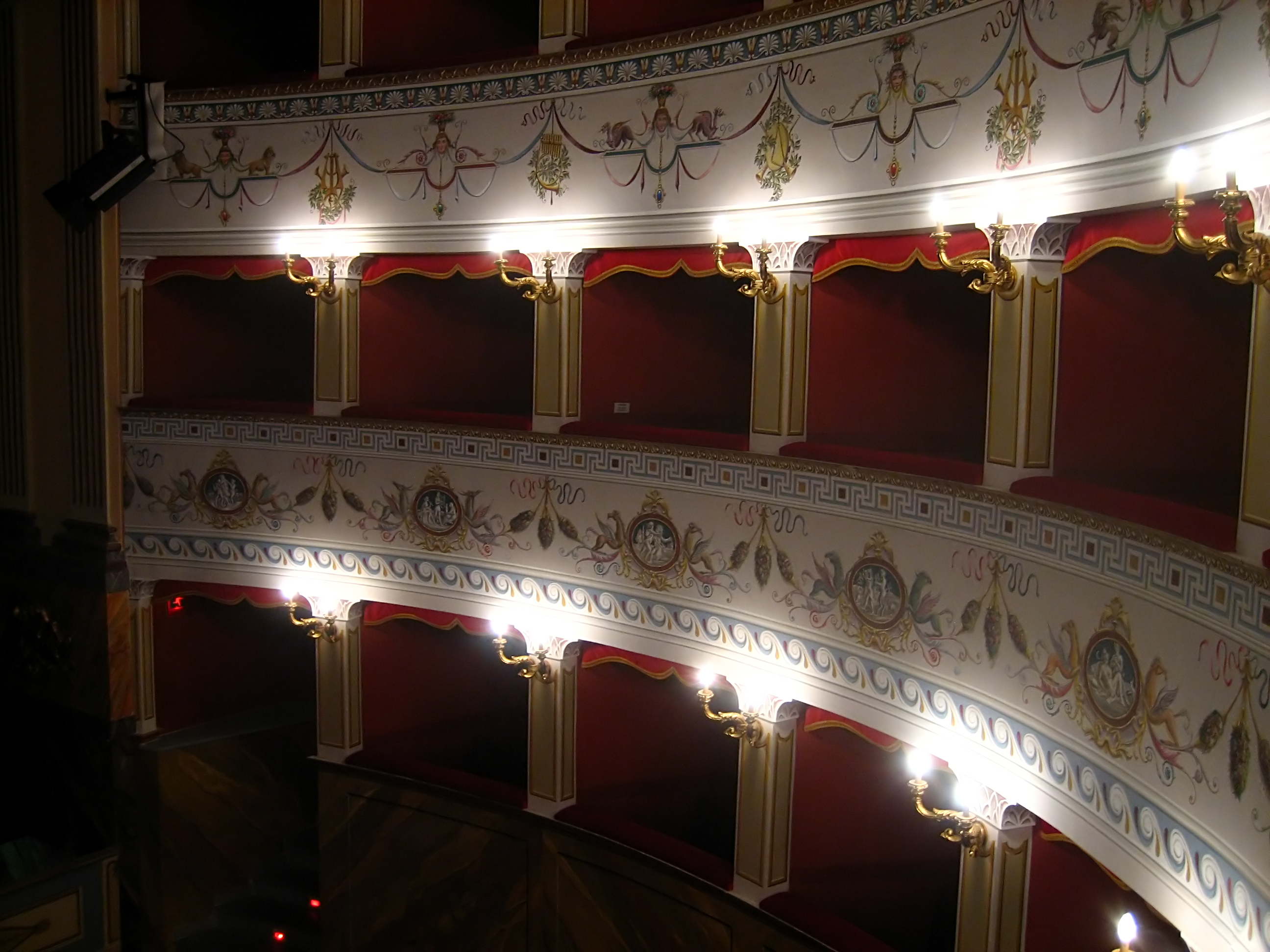
Teatre